# Nacaduba therasia
Nacaduba therasia är en fjärilsart som beskrevs av Hans Fruhstorfer 1916. Nacaduba therasia ingår i släktet Nacaduba och familjen juvelvingar. Inga underarter finns listade i Catalogue of Life.